# Uktzim (Talmud)
Uktzin (en hebreo: מסכת עוקצין) (transliterado: Masejet Uktzin ) es el nombre de un tratado de la Mishná, el Talmud y la Tosefta, que trata principalmente sobre la transferencia de una impureza ritual llamada tumah; mediante las raíces, los tallos y las cáscaras de las plantas. Uktzim es el duodécimo y el último tratado del orden de Tohorot de la Mishná y el Talmud. El judío Maimónides dijo: "Este tratado se colocó al final de la Mishná porque la impureza de los tallos no se explica en la Biblia y depende solamente del juicio de los rabinos". El tratado está dividido en tres capítulos, que contienen 27 versículos en total. En la Tosefta, Utzkim está dividido en tres capítulos que contienen 42 versículos en total. El tratado no incluye relatos ni leyendas rabínicas (hagadá). El tratado de Uktzin no tiene Guemará, ni en el Talmud de Babilonia, ni en el Talmud de Jerusalén.